# Istituto Italiano di Cultura

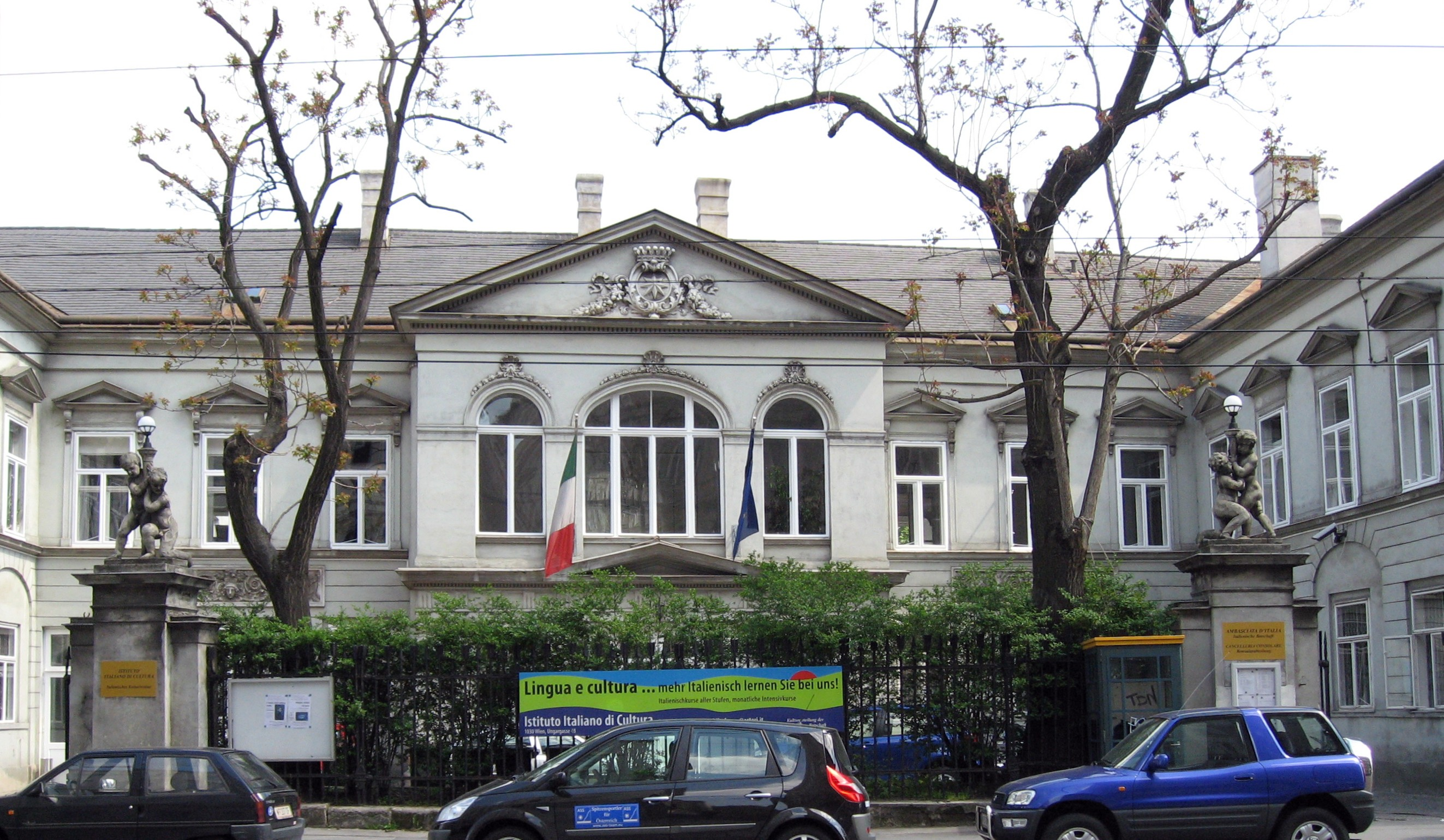
Instytut w Wiedniu

Istituto Italiano di Cultura (tłum. Włoski Instytut Kulturalny) – organizacja non-profit utworzona przez rząd Włoch. Upowszechnia włoską kulturę. Prowadzi ok. 90 placówek w wielu krajach świata. W Polsce siedzibę mają:
- Włoski Instytut Kultury w Warszawie
- Włoski Instytut Kultury w Krakowie